# Motamite
Motamite en Mocyc zijn historische motorfietsmerken die door hetzelfde bedrijf werden geproduceerd.
De bedrijfsnaam was: GYS Engineering Co Ltd, Bournemouth, later Todmorden. 
Dit was een Engels merk van clip-on motoren in de jaren vijftig. De lichtmetalen motor werd boven het voorwiel van een fiets gemonteerd. Behalve het merk Motamite voerde GYS Engineering oos "Mocyc" als merknaam. 